# Boerlaan
Boerlaan (Drents: Boerloan) is een buurtschap in de gemeente Noordenveld, in de Nederlandse provincie Drenthe. Het ligt ten zuiden van Altena en Peize.
Al in het begin van de 18e eeuw is er sprake van een gebied met deze naam maar het werd niet bewoond. Dat gebeurde later die eeuw. De buurtschap is omstreeks 1850 ontstaan door de randveenontginning van het Peizer- en Bunnerveen. De plaggenhutten aan de rand van het veen werden later door kleine woningen en boerderijen vervangen. De buurtschap komt in 1889 voor als Boerelaan, die spelling wordt soms nog wel eens gebruikt. 
De buurtschap valt formeel onder het dorp Altena en tezamen vallen ze onder Peize. Aan de oostkant van de buurtschap loopt de Grote Masloot. 
Hoofdplaats: Roden

Overige plaatsen: Allardsoog (deels) · Altena · Alteveer · Amerika · Boerlaan · Een · Een-West · De Streek · Foxwolde · Huis ter Heide · Klunderveen · Langelo · Lieveren · Leutingewolde · Matsloot · Nietap · Nieuw-Roden · Norg · Norgervaart (deels) · Oostindië (deels) · Peest · Peize · Peizermade · Peizerwold · De Pol · Roderesch · Roderwolde · Sandebuur · Steenbergen · Terheijl · Veenhuizen · Westervelde · Zuidvelde

Drenthe: Steden en dorpen      Nederland: Provincies · Gemeenten